# Festival van San Remo 1953
Het Festival van San Remo 1953 was de derde editie van de liedjeswedstrijd.

## Finale
| 1. Viale d’autunno (Giovanni D'Anzi) Carla Boni - Flo Sandon's                                                         |
| 2. Campanaro (Bixio Cherubini e Carlo Concina) Nilla Pizzi e Doppio Quintetto Vocale - Teddy Reno e Quartetto Stars    |
| 3. Lasciami cantare una canzone (Carlo Alberto Bixio e Rinaldo Cozzoli) Achille Togliani - Teddy Reno                  |
| 4. Vecchio scarpone (Calibi e Carlo Donida) Gino Latilla e Doppio Quintetto Vocale - Giorgio Consolini                 |
| 5. Vecchia villa comunale (Ruocco-Oliviero) Gino Latilla - Giorgio Consolini                                           |
| 6. No Pierrot (Costanzo Salani) Achille Togliani - Katyna Ranieri                                                      |
| 7. Il passerotto (Di Lazzaro-Valentini) Carla Boni - Quartetto Stars                                                   |
| 8. Sussurrando buonanotte (Dampa-Pallesi-Panzuti) Nilla Pizzi e Doppio Quintetto Vocale - Teddy Reno e Quartetto Stars |
| 9. Tamburino del reggimento (Deani) Gino Latilla e Doppio Quintetto Vocale - Giorgio Consolini                         |
| 10. Papà Pacifico (Rastelli-Fragna) Nilla Pizzi e Doppio Quintetto Vocale - Teddy Reno e Quartetto Stars               |

## Halvefinalisten
- Acque amare (Nisa-Carlo Alberto Rossi) Carla Boni – Katyna Ranieri
- Buona sera (Tumminelli-Di Ceglie) Carla Boni – Flo Sandon's
- Canto della solitudine (Buonagura-Redi) Nilla Pizzi – Teddy Reno
- Domandatelo (Silenti-Baselice-Fiorelli) Katyna Ranieri – Achille Togliani
- Innamorarmi (Ruccione-Bertini) Gino Latilla – Teddy Reno
- La mamma che piange di più (Pisano-Redine) Achille Togliani – Giorgio Consolini
- La pianola stonata (Gigante-De Mura) Achille Togliani – Katyna Ranieri
- L'altra (Mascheroni-Biri) Nilla Pizzi – Flo Sandon's
- Povero amico mio (Rivi-Innocenzi) Gino Latilla – Giorgio Consolini
- Qualcuno cammina (Rastelli-Casiroli) Carla Boni – Flo Sandon's

1951 · 1952 · 1953 · 1954 · 1955 · 1956 · 1957 · 1958 · 1959 · 1960 · 1961 · 1962 · 1963 · 1964 · 1965 · 1966 · 1967 · 1968 · 1969 · 1970 · 1971 · 1972 · 1973 · 1974 · 1975 · 1976 · 1977 · 1978 · 1979 · 1980 · 1981 · 1982 · 1983 · 1984 · 1985 · 1986 · 1987 · 1988 · 1989 · 1990 · 1991 · 1992 · 1993 · 1994 · 1995 · 1996 · 1997 · 1998 · 1999 · 2000 · 2001 · 2002 · 2003 · 2004 · 2005 · 2006 · 2007 · 2008 · 2009 · 2010 · 2011 · 2012 · 2013 · 2014 · 2015 · 2016 · 2017 · 2018 · 2019 · 2020 · 2021 · 2022 · 2023 · 2024 · 2025